# Tours Mercuriales
Tours Mercuriales – dwie wieże biurowe w Bagnolet, w departamencie Seine-Saint-Denis.
Dwie wieże, zbudowane w 1975 roku przez SAEP, spółkę Eiffage Holding, znajdują się na skraju paryskiej obwodnicy w pobliżu Porte de Bagnolet, w czworoboku oddzielonym od ulic Jean-Jaurès, Adélaïde-Lahaye, Sadi-Carnot i Avenue Gambetta jest otoczona. Nazywają się Tour Levant (na wschodzie) i Tour Ponant (na zachodzie).
Wieże te były częścią dużego projektu dzielnicy biznesowej na wschód od Paryża, mającego na celu wyrównanie dzielnicy La Défense na zachodzie. Architektura wież była inspirowana architekturą bliźniaczych wież World Trade Center w New York.